# صقر الغزال
صَقْر الغَزَال، ويسمى أيضًا الشَّرْق (الجمع: شُرُوق) أو التُرُمْدِي، ويسمى خطأً بالحُرّ (الاسم العلمي: Falco cherrug) (بالإنجليزية: Saker Falcon)‏، هو صقر كبير جدا ينتمي إلى صقريات، يتكاثر في شرق أوروبا وعبر آسيا حتى منشوريا وهو طائر مهاجر ما عدا الأجزاء الجنوبية ويقضي الشتاء في إثيوبيا وشبة الجزيرة العربية وشمال باكستان وغرب الصين.

## التصنيف والمنهجيات
ينتمي هذا النوع إلى مجموعة الصقر المقدس. في هذه المجموعة، هناك أدلة كثيرة على التهجين الكثيف والفرز غير مكتمل الأصل الذي يربك تحليلات بيانات تسلسل الحمض النووي إلى حد كبير. لا يمكن توقع أن تؤدي الدراسات الجزيئية ذات أحجام العينات الصغيرة إلى استنتاجات موثوقة في مجموعة الصقر المقدس بأكملها. يبدو أن إشعاع التنوع الحي بأكمله للرموز الصخرية قد حدث في منطقة العصر الجليدي الإيمياني في بداية العصر البليستوسيني المتأخر، قبل مجرد 130,000-115000 سنة؛ يمثل صقر الغزال سلالة توسعت خارج شمال شرق أفريقيا إلى المناطق الداخلية من جنوب شرق أوروبا وآسيا، عن طريق منطقة شرق البحر الأبيض المتوسط. يمكن أن تتزاوج صقر فالكون ولانر، كما تتوفر هحين صقر-سنقر (انظر تجربة إنفلونزا الطيور الموضحة في «البيئة والحالة»).يأتي الاسم الشائع من (العربية: صقر، الروماني: Ṣaqr) بمعنى «الصقر».
إن صقور الغزال عند الحافة الشمالية الشرقية للنطاق في جبال ألتاي أكبر قليلاً وأكثر قتامة وأكثر رصدًا على الأجزاء السفلية من السكان الآخرين. هذه المعروفة باسم صقر ألتاي Altai تم التعامل معها في الماضي إما كنوع مميز "Falco altaicus" أو على شكل هجين بين صقر الغزال وسنقر. لكن الرأي الحديث (على سبيل المثال (Orta 1994)) هو باعتباره مؤقتًا على أنه شكل من أشكال صقر الغزال حتى تتوفر دراسات شاملة عن علم الوراثة والإيكولوجيا السكانية.

## الوصف

### الحجم
صقر الغزال هو صقر مقدس كبير، أكبر من الحر ويراوح طوله بين 45 إلى 57 سم مع طول جناحيه 97 إلى 126 سم. يتراوح وزن الذكور بين 730 إلى 990 غرامًا والإناث 970 غرام إلى 1.3 كيلو غرام.

### المظهر
لون صقر الغزال هو بني داكن من جزء العلوي وأبيض مصفر مع خطوط أفقية كثيفة في الجزء السفلي مع ذالك قد تختلف الأنماط قليلا من طائر لأخر،

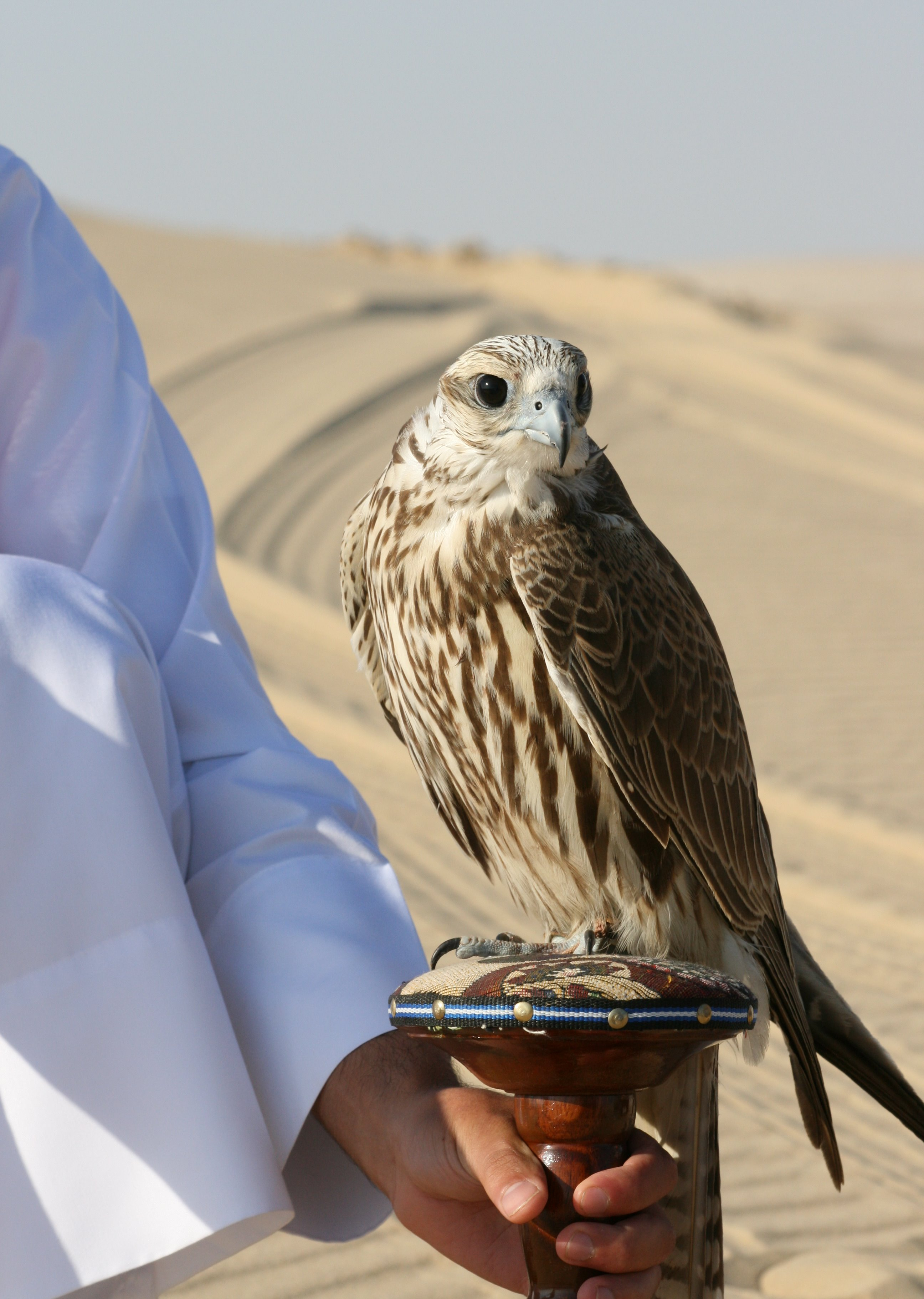
صقر الغزال من قطر

أصواته هي «كيييي» حاد أو «كياك كياك كياك» متكررة.

## علم البيئة
الصقر الغزال هو من الطيور الجارحة من المراعي المفتوحة ويفضل أن يكون مع بعض الأشجار أو المنحدرات. غالبًا ما يصطاد من خلال المطاردة الأفقية، بدلاً من انحناء الشاهين من على ارتفاع. يتغذى بشكل رئيسي على القوارض والطيور. في أوروبا، السناجب الأرضية والحمام الوحشي هي أكثر الفرائس شيوعًا. عادة لا يبني هذا النوع عشًا خاصًا به، ولكنه يضع من 3 إلي 6 بيضات في عش من عصي قديمة في شجرة كانت تستخدم من قبل الطيور الأخرى مثل اللقالق أو الغربان أو أنواع صقور أخرى. غالبًا ما يبني أعشاشا أيضًا على المنحدرات. تدعم أعشاش صقر الغزال تجمع غني من الحشرات العاشبة.

## حالة الحفظ
تصنف جمعية الطيور العالمية (بالإنجليزية: BirdLife International)‏ هذا الطائر على أنه مهدد بالانقراض، بسبب الانخفاض السريع في أعداده ولا سيما في مناطق آسيا الوسطى. منذ انهيار الاتحاد السوفييتي، كانت الإمارات العربية المتحدة الوجهة الرئيسية لآلاف الصقور التي يتم صيدها وبيعها بشكل غير قانوني مقابل مبالغ ضخمة في السوق السوداء. تشير التقديرات إلى أن كازاخستان تفقد ما يصل إلى 1000 صقر ساكر سنويًا.
تواجه الأنواع أيضًا ضغوطًا من فقدان مسكنها وتدميرها. قُدر عددها بين 7200 و 8,800 صقر ناضج في عام 2004. ومع ذلك، يعيش الصقر بكثافات منخفضة عبر نطاقات كبيرة في المناطق النائية مما يجعل تقييم حالة التوزيع صعبًا. حددت دراسة النمذجة المناخية المتخصصة بعض المناطق النائية للمسوحات المستهدفة في الولايات المتحدة وكندا وأوروبا، هناك العديد من مشاريع تربية الصقور. أكبر انخفاض دراماتيكي لصقر الغزال في آسيا كان في كازاخستان وأوزبكستان. في المقابل، لا تزال أعدادهم محمية بشدة ومتوفرة نسبيًا في المجر.
من المعروف أن صقور الغزال معرضة بشدة لأنفلونزا الطيور، حيث تم العثور على أفراد مصابة بسلالات H5N1 (في المملكة العربية السعودية) و H7N7 (في إيطاليا). لذلك، تم إجراء تجربة مع الصقر الهجين سنقر، والذي وجد أن 5 صقور تم تطعيمها بلقاح إنفلونزا H5N2 التجاري نجت من الإصابة بسلالة H5N1 شديدة العدوى، في حين مات 5 صقور غير مطعمة. وهذا يعني أنه يمكن حماية الصقور من أنفلونزا الطيور بالتحصين، على الأقل في الأسر.

## في الثقافة
من المحتمل أن يكون الطائر الأسطوري المجري"Turul" هو صقر الغزال (kerecsensólyom)، وصقر الغزال هو طائر المجر الوطني. في عام 2012، تم اختيار الصقر الصقر ليكون طائر منغوليا الوطني. في مولان ديزني، زعيم الهون شان يو يمتلك صقر غزال يسمى هايابوسا. في كتاب الأطفال Tiger Wars by Steve Backshall ، تسمى إحدى الشخصيات الرئيسية Saker.

## الصيد باستخدام الصقور
تم استخدام صقر الغزال في الصيد بالصقور منذ آلاف السنين، ومثل قريبه المقرب يعتبر سنقر طائر صيد ذو قيمة عالية. سريع وقوي، وهو فعال ضد أنواع الطيور المتوسطة والكبيرة. في السنوات الأخيرة، من المرجح تطور تكون هجين من صقور الغزال والشاهين لتزويد الصقارين طائرًا بحجم أكبر وسرعة أفقية من الشاهين، مع ميل أكبر للغوص من الصقر.

## اقرأ أيضاً
- قائمة الطيور الشائعة في مصر

## الملاحظات
1. ↑  الحُرّ في المعاجم هو طائر آخر اسمه العلمي Falco biarmicus.